# Escola clàssica de criminologia
L'escola clàssica de criminologia, representada pels autors Beccaria i Bentham, argumenta que les persones són racionals i trien les seves accions en funció del plaer i el dolor. Per tant, les penes han de ser adequades per evitar la comissió de delictes. Segons aquesta escola, les penes han de ser imposades ràpidament, ser precises i severes per ser efectives en la prevenció del delicte. Bentham va aportar les idees de prevenció individual i general, així com la importància de la utilitzat de les penes per prevenir el delicte i la ineficàcia de les penes quan són infundades, ineficaces, massa costoses o innecessàries.